# Hugh O'Neill
Pour les articles homonymes, voir O'Neill.
Aodh Mór Ó Néill, anglicisé en Hugh The Great O'Neill, soit Hugh O'Neill le Grand, naquit entre 1540 et 1550, et mourut à Rome le 20 juillet 1616. Il fut le second comte de Tyrone, surnommé le Grand Comte, et fut plus tard créé « Le O'Neill ». Il vécut pendant la Reconquête de l'Irlande par les Tudors, et il est surtout connu pour avoir mené la résistance irlandaise pendant la guerre de neuf ans en Irlande, conflit qui constitua la plus grande menace pour l'autorité anglaise en Irlande depuis la révolte de Thomas FitzGerald, 10e comte de Kildare.

## Sa jeunesse
O'Neill appartenait à la lignée du clan O'Neill (derbfine), que les autorités anglaises reconnurent comme l'héritière légitime de la chefferie O'Neill et du titre de comte de Tyrone. Il était le second fils de Matthew, fils illégitime reconnu de Conn Bacach O'Neill, 1er comte de Tyrone. Shane O'Neill (Sean an Diomas), un fils beaucoup plus jeune de Conn, mit en avant de manière opportuniste l'illégitimité de Matthew, même si, selon le système juridique irlandais, cela n'avait que peu ou pas d'importance. En effet, une fois que Matthew fut reconnu par Conn comme son fils, il avait autant de droit que Shane sur la seigneurie O'Neill. Malgré son illégitimité, Matthew fut créé 1er baron de Dugannon par Henri VIII en 1542. Lors du conflit pour la succession qui en résulta, Matthew, appelé en irlandais « Fear Dorcha », c'est-à-dire « l'Homme Sombre », fut tué par des partisans de Shane en 1558, et Conn s'enfuit de son territoire et mourut l'année suivante, le 17 juillet 1559, laissant Hugh dans une situation très précaire. Son principal appui lui vint de l'administration anglaise de Dublin, soucieuse de réduire le pouvoir des clans gaéliques et de les faire entrer dans le système anglais par la politique de renonciation et restitution.
Hugh O'Neill succéda à son frère, Brian, comme 3e baron de Dungannon, lorsque ce dernier fut assassiné par Shane O'Neill en 1562. Il fut élevé à Londres, et dans le Pale par la famille Hoveneden. Après la mort de Shane, tué par les Maconnell le 2 juin 1567, il rentra en Ulster sous la protection de Sir Henry Sidney, le Lord Deputy d'Irlande de l'époque. Dans le comté de Tyrone, Turlough Luineach O'Neill, cousin de Hugh, venait de succéder à Shane O'Neill comme chef du clan O'Neill, mais il ne fut pas reconnu par les Anglais comme le comte légitime de Tyrone. La couronne soutint donc Hugh O'Neill comme le prétendant légitime et comme un allié, dans un Ulster contrôlé par les Gaéliques. En 1580, pendant la Seconde Rébellion de Desmond dans le Munster, il combattit avec les Anglais contre les forces de Gerald Fitzgerald, 15e comte de Desmond, et prêta main-forte à Sir John Perrot contre les Écossais de l'Ulster en 1584. L'année suivante, il fut convoqué pour siéger au Parlement de Dublin en tant que comte de Tyrone, mais ce n'est qu'en 1587, après une visite à la Cour d'Angleterre, qu'il reçut le titre de propriété des terres de son grand-père, Conn O'Neill, premier comte de Tyrone. Ces terres furent toutefois amputées d'une centaine d'hectares par la reine, en vue de construire un fort anglais près de la rivière Blackwater. Ce fort de Portmore fut, plus tard, à l'origine de conflits, comme la bataille de Clontibret et la bataille de Yellow Ford, entre les Anglais et O'Neill, qui le rasa même une fois.
Ses conflits constants avec Turlough furent attisés par les Anglais dans le but d'affaiblir le pouvoir des O'Neill, mais avec la montée en puissance de Hugh, les deux cousins parvinrent à une entente, et Turlough abdiqua en 1595. Hugh O’Neill fut alors intronisé « Le O'Neill » à Telach Oc dans la manière des anciens rois gaéliques, et il devint le plus puissant seigneur d'Ulster. Sous le prétexte de couvrir le toit du château qu'il faisait construire à Dungannon, il importa une grande quantité de plomb, qui lui servit plus tard à fabriquer des munitions.

## Sa vie
Toute sa vie, O'Neill fit preuve d'une incessante duplicité : parfois il semblait soumis à l'autorité anglaise, parfois il intriguait avec des seigneurs irlandais de moindre importance contre le gouvernement de Dublin. Comme cela se pratiquait alors, il soudoyait les fonctionnaires, en Irlande comme à la cour d'Élisabeth à Londres. Quoique totalement soutenu les premières années par l'administration de Dublin, il sembla n'avoir pas été certain que sa position à la tête des O'Neill fût mieux assurée par une alliance avec les Anglais, qu'en se rebellant contre l'avancée de leur gouvernement en Ulster à partir de 1585.
Au début des années 1590, le gouvernement anglais d'Ulster prit la forme d'une « présidence provinciale », destinée à être dirigée par le colon Henry Bagenal, habitant Newry. En 1591, O'Neill provoqua la colère de Bagenal en enlevant sa sœur Mabel pour l'épouser, alors que sa précédente femme vivait toujours,  mais il montra sa loyauté à la Couronne, en aidant militairement son nouveau beau-frère à battre Hugh Maguire à Belleek en 1593. Après la mort de Mabel, O'Neill tomba graduellement dans une opposition à peine dissimulée à la Couronne, et rechercha l'aide de l'Espagne et de l'Écosse. En 1595, Sir John Norris reçut l'ordre de se rendre en Irlande à la tête d'une force considérable, afin de le soumettre, mais O'Neill réussit à prendre le fort de Portmore, avant que Norris ait pu mettre en place ses forces. O'Neill fut immédiatement proclamé traître à Dundalk. La guerre qui suivit est connue sous le nom de guerre de neuf ans en Irlande.

## La guerre de neuf ans
O'Neill suivit la politique de Shane d'armer la population, plutôt que de compter sur des mercenaires tels que les « Redshanks » (les jambes rouges ou les chevaliers gambettes) écossais et les « Buanadha » irlandais. Cette politique lui permit de réunir une force impressionnante, disposant de couleuvrines et de poudre à canon fournies par l'Espagne et l'Écosse. En 1595, il bouleversa les autorités de la Couronne en tendant une embuscade et en mettant en déroute une petite armée anglaise à la bataille de Clontibret. Lui et d'autres chefs de clan offrirent alors la couronne d'Irlande à Philippe II d'Espagne qui la refusa.
En dépit d'une inimitié traditionnelle entre ses gens et les O'Donnell, il s'allia avec Hugh Roe O'Donnell, le fils d'Hugh O'Donnell, ancien ennemi et allié de Shane, et les deux hommes entrèrent en communication avec le roi d'Espagne, Philippe II. Dans quelques-unes de leurs lettres au roi, qui furent interceptées par le Lord Deputy Sir William Russel, 1er baron Russel de Thornhaugh, ils se présentaient comme des champions de l'Église catholique romaine, revendiquant la liberté de conscience, ainsi que la liberté politique, pour les habitants natifs d'Irlande. En avril 1596, O'Neill reçut des promesses d'aide de l'Espagne, et par la suite, il choisit de temporiser avec les autorités anglaises, professant sa loyauté à la Couronne, ainsi que les circonstances l'exigeaient. Cette politique fut un succès, et même si Sir John Norris chercha à le mettre au pas, il réussit à suspendre les tentatives anglaises sur son territoire pendant plus de deux ans.
En 1598, une cessation des hostilités fut organisée, et un pardon officiel fut accordé à O'Neill par la reine Élisabeth. Moins de deux mois plus tard, il était de nouveau sur le champ de bataille, et, le 14 août, il détruisait une armée anglaise à la bataille de Yellow Ford sur la rivière Blackwater. Dans cet engagement, Henry Bagenal fut tué, et ce fut le plus grand de tous les revers que connut l'armée anglaise en Irlande. Si le comte avait été capable d'exploiter son avantage, il aurait pu renverser l'autorité anglaise dans le pays, car le mécontentement avait éclaté partout, particulièrement dans le sud, où James Fitzthomas Fitzgerald affirmait sa prétention au comté de Desmond. En fait, O'Neill réclama une intervention étrangère, mais, en dépit de sa réputation grandissante en Europe comme chef de guerre, elle n'était pas encore près d'arriver.
Huit mois après la bataille de Yellow Ford, un nouveau Lord Lieutenant, Robert Devereux, 2e comte d'Essex, débarqua en Irlande avec 17 000 hommes, le plus grand corps expéditionnaire jamais envoyé d'Angleterre en Irlande. Essex constata qu'O'Neill avait attendu de voir ce qui pourrait être tenté contre lui. Agissant selon les instructions explicites de la reine, après quelques opérations mal dirigées dans le sud du pays, il engagea des pourparlers avec Tyrone à un gué du fleuve Lagan le 7 septembre 1599, aboutissant à l'établissement d'une trêve. Élisabeth fut mécontente par les conditions favorables accordées à O'Neill, et son traitement par Essex comme son égal. Le Lord Lieutenant retourna à la cour de la reine près de Londres sans autorisation, un acte inconsidéré, qui culmina lors de sa tentative de prendre la Tour de Londres contre l'aval de la reine, et qui se termina par son exécution pour trahison.
La reine se retrouvait dans une situation délicate, car les débats politiques étaient dominés par la question de sa succession au trône, juste au moment où O'Neill faisait obstacle à ses plus illustres chefs militaires, au plein milieu de la guerre anglo-espagnole de 1585-1604. Le comte rebelle continuait à se concerter avec les chefs irlandais du Munster, et il publia un manifeste aux catholiques d'Irlande, les appelant à se joindre à son étendard, déclarant que son souci premier était les intérêts de la religion. Après une campagne dans le Munster en janvier 1600, au cours de laquelle les plantations anglaises du Munster furent détruites, il se précipita dans le nord, à Donegal, où il reçut des fournitures venant d'Espagne et un témoignage d'encouragement du pape Clément VIII. À cette époque, le controversé jésuite, James Archer, agissait avec efficacité en tant que son représentant à la cour espagnole.
En mai 1600, les Anglais accomplirent un progrès stratégique, lorsque Sir Henry Dowcra, à la tête d'une armée considérable, s'empara à Derry d'une position sur les arrières d'O'Neill. Pendant ce temps, le nouveau Lord deputy, Sir Charles Blount, Lord Mountjoy, un protégé d'Essex, avança en soutien de Westmeath à Newry, forçant O'Neill à se retirer sur Armagh. Une large récompense fut offerte pour la capture du rebelle, mort ou vif.
L'aide de l'Espagne, si longtemps attendue arriva en octobre 1601, sous la forme d'une armée commandée par Don Juan d'Aguila, qui occupa la ville de Kinsale, à l'extrême-sud du pays. Mountjoy se précipita pour contenir les Espagnols, pendant qu'O'Neill et O'Donnell furent contraints de risquer leurs armées dans des marches séparées, à travers des territoires défendus par George Carew, en plein cœur d'un hiver rigoureux. Ils obtinrent peu de soutien en route. Ils se rejoignirent à Bandon, et bloquèrent l'armée anglaise qui assiégeait les Espagnols. Les Anglais étaient dans un triste état, beaucoup de leurs troupes souffrant de dysenterie, et le temps hivernal extrême rendait la vie de camp très difficile. Mais à cause de médiocres communications avec les Espagnols assiégés, et une incapacité critique à résister aux audacieuses charges de la cavalerie anglaise, l'armée d'O'Neill fut rapidement dispersée. L'armée irlandaise battit en retraite et le commandant espagnol se rendit. La défaite de la bataille de Kinsale fut un désastre pour O'Neill, anéantissant ses chances de gagner la guerre.
O'Donnell partit pour l'Espagne rechercher une aide supplémentaire, mais il y mourut peu de temps après, peut-être empoisonné. O'Neill repartit une nouvelle fois vers le nord avec une armée disloquée, et il reprit sa politique de recherche ostensible du pardon, tout en défendant prudemment son territoire. Les forces anglaises réussirent à détruire les récoltes et le bétail d'Ulster en 1601-1602, affaiblissant fatalement sa puissance. Au début de 1603, Élisabeth chargea Mountjoy d'ouvrir des négociations avec les seigneurs rebelles, et, en avril suivant, O'Neill fit sa soumission à Mountjoy, qui eut l'habileté de lui cacher la mort de la reine jusqu'à ce que les négociations fussent conclues.

## Établissement de la paix et fuite
O'Neill alla avec Mountjoy à Dublin, où il apprit l'accession de Jacques Ier au trône. Il se présenta à la cour du roi en juin, accompagné de Rory O'Donnell, 1er comte de Tyrconnell, qui était devenu le chef des O'Donnell après le départ de son frère Hugh Roe O'Donnell. Les courtisans anglais furent furieux par l'aimable réception accordée par le roi à ces deux rebelles notoires.
Bien qu'O'Neill fût confirmé dans son titre et dans ses terres, il entra immédiatement en conflit avec le gouvernement à son retour en Irlande. Une ferme politique de restriction de ses droits et de ses pouvoirs, basée sur la loi commune, porta bientôt ses fruits : dans le cas des pêcheries du fleuve Bann, le gouvernement finit par établir que son droit aux bénéfices de cette propriété était invalidé à cause de la conquête anglo-normande de 1172, un précédent lourd d'implications pour tout le système politique gaélique. Il avait au même moment des différends au sujet de ses droits sur certains de ses vassaux, Donal O'Cahan étant le plus important. Ces contestations se prolongèrent jusqu'en 1607, date à laquelle O'Neill se disposa à partir pour Londres pour soumettre son cas au roi. Cependant, prévenu que son arrestation était imminente, et peut-être persuadé par Rory O'Donnell, dont les relations avec l'Espagne avaient mis en danger sa sécurité, il prit la décision de fuir l'Irlande.
La fuite des comtes, un des épisodes les plus célèbres de l'histoire irlandaise, se passa le 14 septembre 1607, quand O'Neill et O'Donnell embarquèrent à minuit à Rathmullan sur le Lough Swilly, pour un voyage à destination de l'Espagne. Pour les accompagner, il y avait leurs femmes, leurs familles et des domestiques, en tout quatre-vingt-dix-neuf personnes. Poussés vers l'est par des vents contraires, les fugitifs trouvèrent refuge dans l'estuaire de la Seine, et ils passèrent l'hiver aux Pays-Bas. En avril 1608, ils poursuivirent vers Rome, où ils furent accueillis, bénéficiant de l'hospitalité du pape Paul V. O'Donnell mourut là cette même année. Les espoirs d'aide d'O'Neill s'effondrèrent quand Philippe III d'Espagne montra son désir de maintenir la paix avec Jacques Ier d'Angleterre, l'économie espagnole étant affaiblie, et la flotte espagnole ayant été détruite quelques mois plus tôt par les Hollandais à la bataille de Gibraltar. Ceci laisse à penser que la fuite avait été irréfléchie et non préparée.
En 1613, O'Neill fut déclaré hors-la-loi et frappé de mort civile par le Parlement d'Irlande. Il mourut à Rome le 20 juillet 1616. Il est enterré dans l'église de 
San Pietro in Montorio. Tout au long de ses neuf années d'exil, il fit activement des projets pour revenir en Irlande, tantôt montant des plans pour expulser totalement l'autorité anglaise, tantôt proposant à Londres des offres de pardon. À la nouvelle de sa mort, les poètes de la cour en Irlande s'engagèrent dans la querelle des bardes.
O'Neill fut marié quatre fois, et il eut un grand nombre d'enfants, légitimes et illégitimes. Un de ses enfants fut Sean ou John O'Neill, qui fut reconnu par le roi d'Espagne comme le troisième comte de Tyrone en 1616. Ce John passa sa vie au service de l'Espagne, commandant un régiment dans les Pays-Bas espagnols.
L'une de ses petites filles, Margaret Butler (des Vicomtes Mountgarret) épousa Richard Bellings (ou Bealing), homme politique irlandais, connu pour son importante participation à la Confédération irlandaise, un éphémère État irlandais indépendant.